# Szent Mihály-templom (Csempeszkopács)
A Szent Mihály-templom a 13. század közepén román stílusban épült római katolikus templom a Vas vármegyei Csempeszkopács kopácsi falurészén, a nyugat-magyarországi  Árpád-kori téglaromanika kiemelkedő építészeti emléke.

## Története
A templom első írásos említése 1342-ből ismert, a korabeli Kopács, Csempeszháza és az azóta elpusztult Horó falvak plébániatemplomaként. Védőszentje már ekkor Mihály főangyal, kegyurai pedig Kopács kisnemesi családjai voltak. A feltárások és anyagvizsgálatok eredményeként azonban ismert, hogy a hajó, a szentély és a déli kapuzat már 1250 körül felépült. Néhány évtizeddel később, de még a 13. században toldották az épülethez – feltehetőleg Kopáchy Pausa helyi birtokos adományából – a nyugati tájolású tornyot, valamint ekkor alakították ki a templomkarzatot is. Ezt az akkor még fából készült szerkezeti elemet a késő gótikus vagy a reneszánsz korban boltozatos kőkarzattal váltották fel.
1526-ban a kopácsi nemesek áttérésével az épület a kopácsi, csempeszházi és koltai evangélikusok anyatemploma lett. 1663-ban a koltai evangélikus templom vette át a szerepét, a kopácsi templom pedig feltehetően ekkor került vissza a római katolikus egyházhoz. Korabeli egyházlátogatási jegyzőkönyvek alapján 1698-ban már kőkarzata volt a templomnak, tornyában egy harangot helyeztek el, az épületet zsindely fedte, a hajó belső famennyezetét pedig ekkor még festették. Egy 1781-es adat szerint a kopácsi már nem plébániatemplom, hanem a rumi egyházközség filiatemploma volt, 1949 után pedig először a nemeskoltai, majd a vasszécsenyi plébánia része lett.
A templom műemléki feltárására és helyreállítására 1959 és 1972 között került sor Mendele Ferenc és Lente István vezetésével. A 2000-es években a festményeket, kő- és faszobrokat újból restaurálták.

## Leírása

### Környezete
A templom a kopácsi falurészen, sövénnyel elkerített, mintegy 1,5 méter magas mesterséges dombon áll. A halom építésével egy időben a templom védelmére körkörösen széles árkot alakítottak ki, a 20. század elejéig sekély tavacska vette körbe az épületet. A templomnak otthont adó dombot a 19. századig temetőként is használták. Az 1920-as években itt alakították ki az első világháborúban elesett csempeszkopácsiak hősi parkját, majd 1944-ben ásatások folytak az egykori temetőben is, de a leletek a második világháború során megsemmisültek.

### Az épület

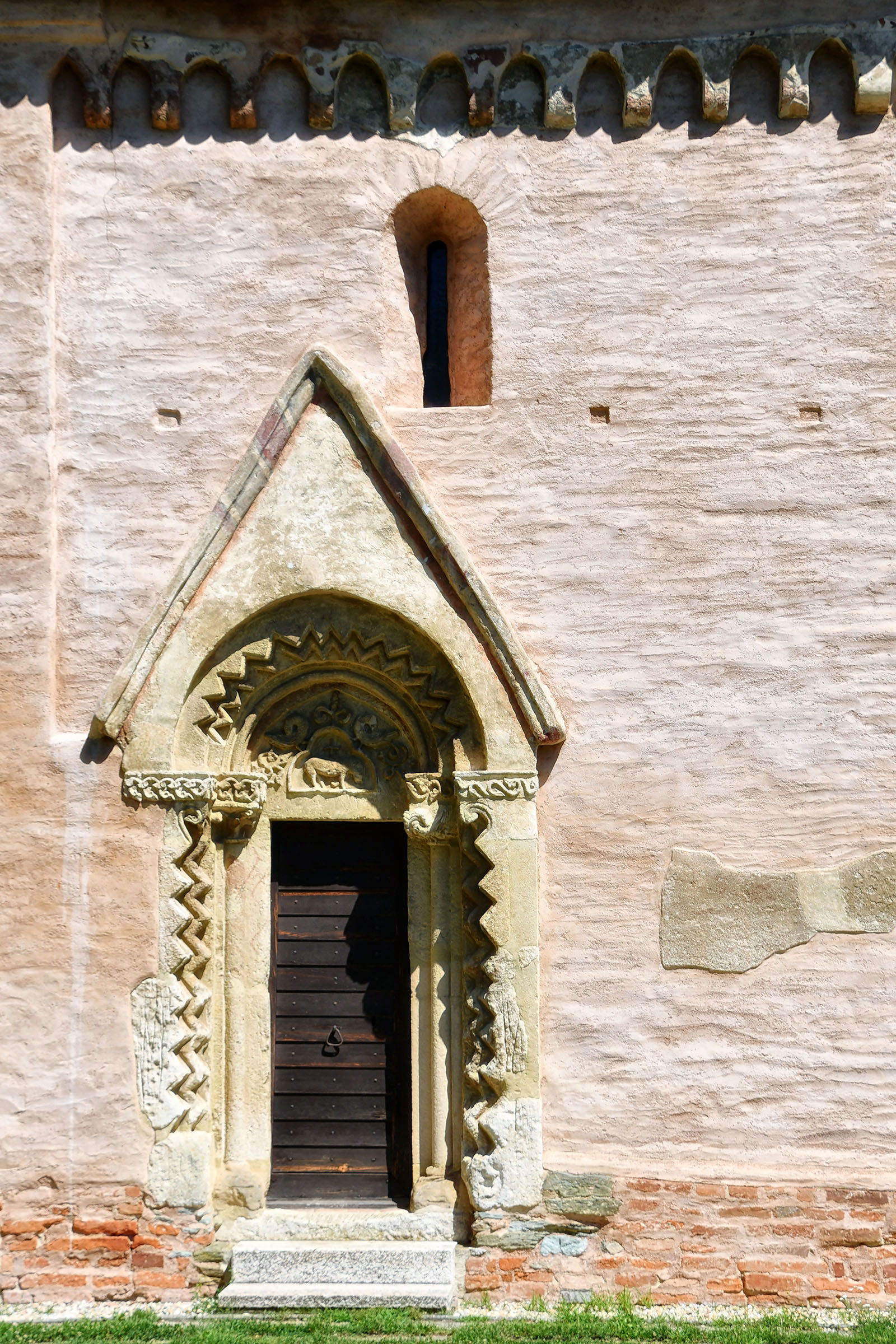
A déli fal a bélletes kapuval

A kelet–nyugati tájolású egyhajós csempeszkopácsi téglatemplom a romanika stílusjegyeit viseli magán. A vakolatlan, mészhabarccsal kötött vörös nyerstégla homlokzatú, téglalap alaprajzú hajó keleti oldalához a szintén téglafalazatú, félköríves apszisú, keskeny szentély, nyugatról pedig a világosabb téglából épült, négyzet alaprajzú harangtorony csatlakozik.
A 13. századi építkezéskor korábbi, római kori épületek falazóanyagát is felhasználták, főként téglát, de a feltárások során egy ókori sírkőtöredék is felbukkant. Gazdagon faragott oromzatos, bélletes kőkapuja a templom déli oldalán nyílik. Bélletét 12-12 elemből álló kettős normann fogazatból alakították ki, a nyugati kapuoszlop bimbófejes záródású, a keletit sárkánymotívum koronázza, ezeket pedig indadíszes vállkövek zárják le. Az általuk képzett fejezetsoron ül a kapu nyeregtetős timpanonja, benne a félköríves kettős normann fogazattal és további pálcadíszekkel keretezett ívmező. Az ívmezőben elhelyezett háromkaréjos lóheremotívumban Agnus Dei-ábrázolás, a keleti irányba visszaforduló Isten báránya látható. Ezt levél- és tobozmotívumok, valamint a köztük megbújó, hátrahajtott fejű sárkányok díszítik. Ugyanez az ábrázolás ismert a közeli Ják, Magyarszecsőd és Domonkosfa templomairól, a feltételezések szerint a kopácsi templomkapu is a jáki Szent Jakab-kápolnán dolgozó kőfaragók munkája. A hajó déli falát mintegy 4,5 méteres magasságban két félköríves záródású résablak tagolja, az északi fal ablaktalan. A szentély déli falában látható vakablak recens fejlemény, a 19. században a szentély jobb megvilágítására vágott ablak 1966. évi visszafalazása, az apszis keleti oldalában kis méretű román kori ablak ül. A lábazatot és a koszorúpárkányt téglaprofilozással alakították ki, az eresz feletti párkányzatot a déli fal mentén legömbölyített, ívsoros, az északin szögletes fogazattal. A szentélyt koronázó párkány fogrovatait a 17. században kifestették, ennek nyomai ma is láthatóak. A hajón nyeregtetős kialakítású, a szentély felett pedig félkúpsüveg fa fedélszék ül, mindkettőt cseréphéjazat fedi.
A harangtorony déli oldalában egy másik, félköríves záródású bejárat látható, amely eredetileg a torony és a harangok megközelítését szolgálta, de miután a torony és a hajó közötti belső átjárást kialakították, a templomra is ez az ajtó szolgált. A torony falsíkja tagolatlan, törzsét párkányzat nem bontja meg, egyedül a templom más részeitől eltérő lábazat ül ki 5-10 centiméterre mintegy 50 centiméteres magasságig. Az északi és déli toronyhomlokzatok felső két szintjén román stílusú ikerablakok nyílnak. A keskenyebb, de magasabb alsó ablakok osztósudarainak fejezetei sásleveles díszítésűek, míg a felső ikerablakokéi kockafejezetes vállkőben zárulnak. A torony keleti és nyugati falain csak egy-egy alsóbb helyzetű ikerablakot alakítottak ki. A nyugati toronyfalon az ikerablak alatt további román kori világítónyílások, felette pedig egyszerű félköríves ablak látható. A templomtorony ablakainak Nyugat-Magyarországon egyedülálló sajátossága, hogy egyes osztósudarai négy húsos levél motívumából áttörten kialakított kőtalapzaton állnak. A torony barokkos tetőzetét vélhetően a 17. század végén alakították ki, a kereszt és a kereszttartó gömb is ebből az időszakból származik.

### A templombelső

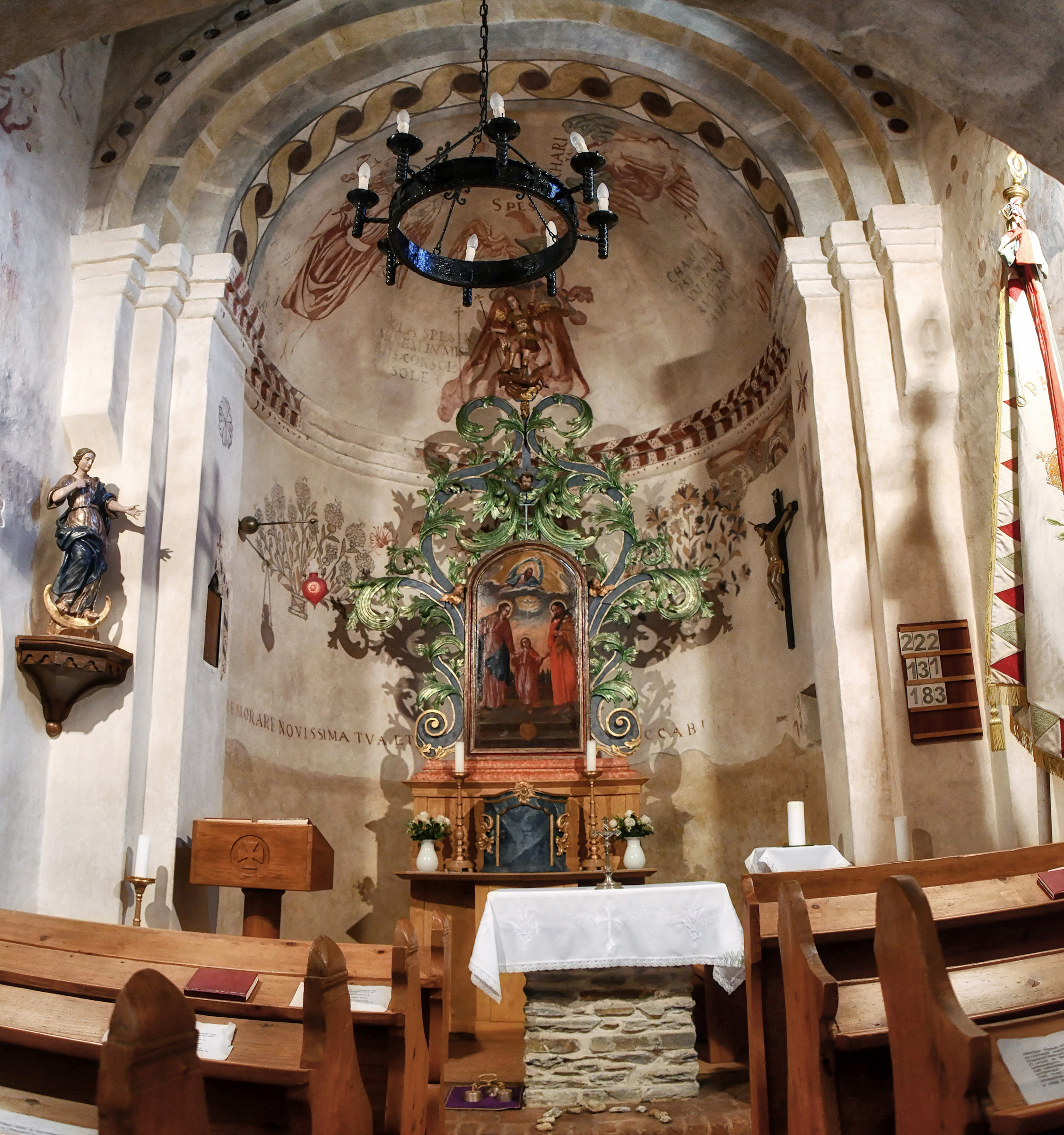
A templom szentélye a diadalívvel és az oltárképpel

A hajót a födém szintjén kazettás famennyezet, a szentélyt félgömbkupola fedi, a déli és északi hajófalakon az oromzatok közelében falifülkéket helyeztek el. A hajót a szentélytől egy hármas fejezettagozatos pillérpáron ülő diadalív választja el, a diadalív északi oszlopánál egy középkori szentségfülkét is feltártak. A templom belső falát már a 13. századi építés idején kivakolták és kimeszelték, a falifülkékbe és a szentély belső falsíkjára pedig apostolok festett alakjai kerültek. A torony építésekor újravakolták és kifestették a templombelsőt, ezt a műveletet az elkövetkező évszázadokban még többször megismételték. Ennek eredményeként a 20. századi feltárások során négy vakolatrétegen nyolc, különböző időben keletkezett falfestést tártak fel. Ezek közül kiemelkedő jelentőségű a szentély déli oldalán János apostol töredékes alakja, a diadalív reneszánsz ihletésű fonat- és virágmotívumai (ún. futókutya), valamint a még evangélikus használat idején, 1658-ban a karzat mellvédjére felvitt népies virágcsokordíszek. Valamivel később keletkeztek a hajó északi főfalán a bűnbeesést és a kiűzetést (az Igazság angyalával), a délin pedig a Krisztus feltámadását ábrázoló jelenetek. A szentély boltozatán látható, késő reneszánsz, kora barokk stílusú festményeket már a katolikus időkben, de még a 17. században alakították ki. Ezek az isteni erények, a hit, remény és szeretet allegorikus alakjait ábrázolják.
A Szent Családot a Szentháromsággal együtt ábrázoló, levéldíszes keretű oltárkép 1758 előtt keletkezett, alkotója ismeretlen. A keretezést a templom védőszentje, Mihály arkangyal faszobra koronázza. A karzat északi falán id. Dorfmeister István Szentháromság című képe látható. Az 1970-es években helyezték el a szentélyben a mészkőből készült oltárasztalt.